# Arthur Anderson
Arthur Emilius David Anderson (ur. 30 września 1886 w Twickenham, zm. 21 października 1967 we Wrotham) – brytyjski sprinter, uczestnik igrzysk olimpijskich.
Był mistrzem Uniwersytetu Cambridge na dystansach 440 i 880 jardów w latach 1906-1908. Później zaczął startować w krótszych biegach sprinterskich dochodząc do finału mistrzostw kraju na 220 jardów w 1912 roku.
Na igrzyskach w Sztokholmie wystartował w dwóch konkurencjach. W biegu na 100 metrów zajął, z czasem 11,0 sekund, pierwsze miejsce w biegu eliminacyjnym i awansował do półfinału, który z nieznanym czasem, zakończył na miejscach 2-5. W biegu na 200 metrów, Andreson z nieznanym czasem awansował do półfinału, gdzie swojego biegu nie ukończył.
Podczas I wojny światowej otrzymał Order Wybitnej Służby i Krzyż Wojskowy.
Reprezentował barwy londyńskiego klubu L.A.C. Był bratem Gerarda Andersona, płotkarza i uczestnika igrzysk olimpijskich.
Rekordy życiowe: 
- Bieg na 100 metrów – 11,0 (1912)
- Bieg na 220 jardów – 22,6 (1912)